# Саликов, Игнатий Петрович
Игна́тий Петро́вич Са́ликов (1867—1943) — командир 46-го пехотного Днепровского полка, герой Первой мировой войны, генерал-майор, участник Белого движения.

## Биография
Из мещан Варшавской губернии. Православного вероисповедания. Общее образование получил дома.
В 1884 году вступил в военную службу вольноопределяющимся в 30-й пехотный резервный батальон. Окончил Варшавское пехотное юнкерское училище, был выпущен подпрапорщиком в тот же батальон, впоследствии переформированный во 2-й Новогеоргиевский крепостной пехотный полк. Произведен в подпоручики 13 мая 1888 года, в поручики — 17 августа 1892 года, в штабс-капитаны — 15 мая 1895 года, в капитаны — 22 октября 1900 года.
В 1900 году был в прикомандировании к Порт-Артурскому крепостному пехотному полку, где временно командовал 15-й ротой. В марте 1901 года возвратился обратно в 2-й Новогеоргиевский крепостной пехотный полк.
В 1906 году окончил Офицерскую стрелковую школу «успешно».
30 июля 1910 года произведен в подполковники на вакансию, с переводом в 75-й пехотный Севастопольский полк 19-й пехотной дивизии, в рядах которого вступил в Первую мировую войну. Командовал 1-м батальоном. 1 февраля 1915 года произведен в полковники «за отличия в делах против неприятеля», а 9 июля того же года назначен командиром 46-го пехотного Днепровского полка 12-й пехотной дивизии.

Удостоен ордена Св. Георгия 4-й степени: 
…за то, что в бою 28 мая 1916 года у д. Чарны-Поток, командуя названным полком (46-м пехотным Днепровским), после артиллерийской подготовки, атаковал 2-мя батальонами полка и с налета захватил две линии неприятельских окопов, встреченный здесь губительным огнем и сильной контратакой австрийцев, направив в помощь 2-й батальон, отбил атаку и восстановил прежнее положение; атакованный вторично свежими резервами врага, устремившегося в обход левого фланга полка, лично пошёл с 1-м батальоном против обхода, штыковой атакой вновь отбил и отбросил врага и, атакованный в третий раз, отбив наступление с помощью подошедших дивизионных резервов, окончательно остановил врага, перешел в преследование и прорвал ряд трудно одолимых преград.
20 апреля 1917 года назначен командиром 17-го пехотного запасного полка, а 26 апреля того же года отчислен в резерв чинов при штабе Киевского военного округа.
23 ноября 1917 года произведен в генерал-майоры.
В 1918 году служил в украинской гетманской армии.
В Гражданскую войну участвовал в Белом движении в составе Добровольческой армии и Вооруженных сил Юга России. С 20 июня 1919 года состоял комендантом Феодосии, в октябре 1919 года — в войсках Новороссийской области, на 9 декабря 1919 года — комендант Херсона. Затем был начальником отряда в составе 2–го армейского корпуса.
В эмиграции в Югославии. Состоял членом Общества кавалеров ордена Св. Георгия. Умер в 1943 году Белграде. Похоронен на Новом кладбище. Его жена — Анна Александровна, их сын Олег (ум. 1986) окончил Первый русский кадетский корпус (1929), служил в Русском корпусе, затем — в эмиграции в Австралии.

## Награды
- Орден Святого Станислава 3-й ст. (ВП 19.02.1895)
- Медаль «В память царствования императора Александра III» (1896)
- Орден Святой Анны 3-й ст. (ВП 03.02.1907)
- Орден Святого Станислава 2-й ст. (ВП 07.10.1907)
- Орден Святой Анны 2-й ст. (ВП 10.05.1912)
- Медаль «В память 300-летия царствования Дома Романовых» (1913)
- Орден Святого Владимира 4-й ст. с мечами и бантом (ВП 20.03.1915)
- Орден Святого Владимира 3-й ст. с мечами (ВП 02.06.1916)
- мечи к ордену Св. Анны 2-й ст. (ВП 28.06.1916)
- Орден Святого Георгия 4-й ст. (ВП 19.09.1916)
  - старшинство в чине полковника с 13 декабря 1912 года (ВП 06.07.1916)